# ماهرشالا علی
ماهرشالا علی (انگلیسی: Mahershala Ali، با نام تولد ماهرشالال‌هاشباز گیلمور؛ زادهٔ ۱۶ فوریهٔ ۱۹۷۴) بازیگر آمریکایی است. او جوایز متعددی از جمله دو جایزه اسکار، یک جایزه بفتا، یک جایزه گلدن گلوب و یک جایزه امی پرایم‌تایم دریافت کرده است. فیلم‌هایی که او در آن‌ها ایفای نقش کرده، در مجموع بیش از ۳٫۳ میلیارد دلار در سراسر جهان فروش داشته‌اند. در سال ۲۰۲۰، نیویورک تایمز او را در فهرست ۲۵ بازیگر برتر قرن بیست و یکم قرار داد. مجله تایم نیز در سال ۲۰۱۹ او را یکی از ۱۰۰ فرد تأثیرگذار جهان معرفی کرد.
علی پس از اخذ مدرک کارشناسی ارشد هنرهای زیبا از دانشگاه نیویورک، فعالیت حرفه‌ای خود را با بازی در سریال‌های تلویزیونی کراسینگ جوردن (۲۰۰۱–۲۰۰۲) و تهدید ماتریکس (۲۰۰۳–۲۰۰۴) آغاز کرد و سپس با نقش ریچارد تایلر در سریال علمی-تخیلی ۴۴۰۰ (۲۰۰۴–۲۰۰۷) به شهرت رسید. اولین نقش مهم سینمایی او در فیلم فانتزی مورد عجیب بنجامین باتن (۲۰۰۸) به کارگردانی دیوید فینچر بود. او با نقش‌های مکمل در دو فیلم آخر مجموعه بازی‌های گرسنگی و سریال خانه پوشالی به شهرت بیشتری دست یافت و برای بازی در خانه پوشالی نامزد دریافت جایزه امی پرایم‌تایم شد.
علی برای ایفای نقش یک فروشنده مواد مخدر در فیلم مهتاب (۲۰۱۶) و نقش دان شرلی در فیلم کتاب سبز (۲۰۱۸) برنده جایزه اسکار بهترین بازیگر نقش مکمل مرد شد و به اولین بازیگر سیاه‌پوستی تبدیل شد که دو جایزه اسکار در یک رشته دریافت کرد و همچنین دومین بازیگر سیاه‌پوست برنده چندین جایزه اسکار بازیگری شد.
در سال ۲۰۱۹، او نقش یک افسر پلیس آشوب‌زده را در فصل سوم سریال جنایی آنتولوژی کارآگاه حقیقی ایفا کرد و در سال ۲۰۲۰ در فصل دوم سریال کمدی-درام رامی بازی کرد. او برای هر دو نقش نامزد دریافت جایزه امی پرایم‌تایم شد. علی همچنین نقش کورنل «کاتن‌ماوث» استوکس را در فصل اول سریال لوک کیج (۲۰۱۶) بازی کرد و صداپیشگی شخصیت آرون دیویس را در فیلم‌های انیمیشن مرد عنکبوتی: به درون دنیای عنکبوتی (۲۰۱۸) و مرد عنکبوتی: در میان دنیای عنکبوتی (۲۰۲۳) بر عهده داشت.

## جوانی و تحصیل
ماهرشالا علی با نام اصلی ماهر شلال هاشبز گیلمور در شانزدهم فوریهٔ سال ۱۹۷۴ در اوکلند واقع در کالیفرنیا به دنیا آمد. والدین او، ویلیسیا و فیلیپ گیلمور، نام وی را بر اساس نام فرزند دوم اشعیا نبی، یکی از پیامبران انتخاب کرده‌اند. ماهرشالا دوران کودکی و نوجوانیش را در شهر هیوارد گذراند و در همین زمان، استعداد خودش را در ورزش‌های مختلف، خصوصاً بسکتبال نمایان کرد. او در ادامه با بورسیهٔ ورزشی، به دانشگاه سنت ماری رفت و به عضویت تیم بسکتبال دانشگاه درآمد ولی پس از مدتی به دلیل نارضایتی، این تیم را ترک کرد. ماهرشالا به دلیل شغل پدرش که بازیگر تئاتر بود و حتی سابقهٔ اجرا در برادوی را نیز داشت، از همان ابتدا با فضای هنری آشنا بود و در تعطیلات تابستانی نیز، معمولاً به همراه پدرش به پروژه‌های مختلف می‌رفت. او حتی شعر هم می‌نوشت و از این طریق در مسابقات ادبی مختلف و شب شعرها نیز شرکت می‌کرد. در همین زمان بود که وی به بازیگری نیز علاقه‌مند شد و تصمیم گرفت که در این زمینه، به تخلیهٔ هیجانات هنریش بپردازد. پس اینچنین شد که در یکی از تولیدات نمایشی جورج سی ولف تحت عنوان Spunk، به نقش آفرینی پرداخت.
ماهرشالا در سال ۱۹۹۶، پس از فارغ‌التحصیلی از دانشگاه سنت ماری در رشتهٔ علوم ارتباطات اجتماعی، به تئاتر شکسپیر کالیفرنیا پیوست و در همین زمان، در نشریهٔ گاوین ریپورت، با موضوع تخصصی رادیو مشغول به کار شد. او در ادامه در امتحان ورودی دانشگاه نیویورک در رشتهٔ بازیگری پذیرفته شد و در سال ۲۰۰۰، مدرک کارشناسی ارشد خود را از این دانشگاه اخذ کرد.

وی که پس از حملات یازده سپتامبر در لیست مراقب پلیس فدرال آمریکا قرار گرفت در مصاحبه‌ای از شرایط بد مسلمانان در آمریکا انتقاد کرد و گفت:
به عنوان یک مرد سیاه‌پوست، از دیدن تعصبات ضداسلام، متعجب نمی‌شوم. اگر پس از چند دهه زندگی در آمریکا به عنوان یک مرد سیاه‌پوست، مسلمان شوید از روبه‌رو شدن با تبعیض‌ها به عنوان یک مسلمان متعجب نمی‌شوید. من به دلیل سیاه‌پوست بودن بارها هنگام رانندگی از سوی پلیس متوقف شده‌ام و از من پرسیده‌اند که تفنگت کجاست؟ این تبعیض‌ها برای مسلمان‌ها تازه خواهد بود اما برای ما تازگی ندارد. همسرم پس از چندین تجربه ناخوشایند دیگر در نیویورک حجاب بر سر نگذاشت. او دیگر احساس امنیت نمی‌کرد.

## گزیدهٔ فیلم‌شناسی

### فیلم
| سال  | عنوان                                         | نقش                 | یادداشت‌ها                              |
| ---- | --------------------------------------------- | ------------------- | -------------------------------------- |
| ۲۰۰۸ | مورد عجیب بنجامین باتن مورد عجیب بنجامین باتن | تیزی وترز           |                                        |
| ۲۰۰۹ | عبور از مرز                                   | کارآگاه استریکلند   |                                        |
| ۲۰۱۰ | غارتگران                                      | مومباسا             |                                        |
| ۲۰۱۲ | مکانی آن سوی کاج‌ها                            | کوفی کانکام         |                                        |
| ۲۰۱۴ | بازی‌های گرسنگی: زاغ مقلد – بخش ۱              | باگز                |                                        |
| ۲۰۱۵ | بازی‌های گرسنگی: زاغ مقلد – بخش ۲              | باگز                |                                        |
| ۲۰۱۶ | دولت آزاد جونز                                | موسی واشینگتن       |                                        |
| ۲۰۱۶ | مهتاب                                         | خوان                | جایزه اسکار بهترین بازیگر نقش مکمل مرد |
| ۲۰۱۶ | ارقام پنهان                                   | جیم جانسون          |                                        |
| ۲۰۱۸ | کتاب سبز                                      | دان شرلی            | جایزه اسکار بهترین بازیگر نقش مکمل مرد |
| ۲۰۱۸ | مرد عنکبوتی: به درون دنیای عنکبوتی            | پرولر               | نقش صدا؛ فیلم انیمیشن                  |
| ۲۰۱۹ | آلیتا: فرشته جنگ                              | بردار               |                                        |
| ۲۰۲۱ | جاودانگان                                     | بلید                | صحنه پس از تیتراژ                      |
| ۲۰۲۱ | آواز قو                                       | کامرون/جک           | همچنین تهیه‌کننده                       |
| ۲۰۲۳ | مرد عنکبوتی: در میان دنیای عنکبوتی            | آرون دیویس / پراولر | صداپیشه                                |
| ۲۰۲۳ | دنیا را پشت سر بگذار                          | جورج اچ. اسکات      |                                        |
| ۲۰۲۴ | Taste the Revolution                          | مک لاسلو            | فیلم‌برداری در ۲۰۰۱                     |
| ۲۰۲۵ | تولد دوباره دنیای ژوراسیک                     | دانکن کینکید        |                                        |
| ۲۰۲۶ | وایلدوود                                      | برندن               | صداپیشه                                |
| ۲۰۲۷ | مرد عنکبوتی: فراتر از دنیای عنکبوتی           | آرون دیویس / پراولر | صداپیشه                                |
| TBA  | Your Mother Your Mother Your Mother           | ن/م                 |                                        |

### تلویزیون
| سال       | عنوان                           | نقش                   | یادداشت‌ها                  |
| --------- | ------------------------------- | --------------------- | -------------------------- |
| ۲۰۰۳      | سی‌اس‌آی                          | گارد امنیتی مقبره     | قسمت «Lucky Strike»        |
| ۲۰۰۹      | به من دروغ بگو                  | کاراگاه دون هیوز      | قسمت «Do No Harm»          |
| ۲۰۰۹      | نظم و قانون: واحد قربانیان ویژه | مارک فاستر            | قسمت «Unstable»            |
| ۲۰۱۲      | آلکاتراز                        | کلارنس مونتگومری      | قسمت «Clarence Montgomery» |
| ۲۰۱۳–۲۰۱۶ | خانه پوشالی                     | رمی دانتون            | ۳۳ قسمت                    |
| ۲۰۱۶      | لوک کیج                         | کرنل «کاتنموث» استوکس | ۶ قسمت                     |
| ۲۰۱۹      | کارآگاه حقیقی                   | وین هیز               | ۸ قسمت                     |
| ۲۰۲۰      | رامی                            | شیخ علی مالک          | ۶ قسمت                     |
| ۲۰۲۱      | شکست‌ناپذیر                      | تیتان (صدا)           | ۲ قسمت                     |